# Egri (település)
Egri (románul: Agriș) falu Romániában, Szatmár megyében.

## Fekvése
Szatmár megyében, Szatmárnémetitől északkeletre fekvő település. Egri egyike a Szamoshát falvainak, a Szamos-Túr síkságán terül el, 17 km távolságra található Szatmárnémetitől és 60 km távolságra Nagybányától. Észak-keleten Mikola község határolja, keleten a Túr folyó és Túrterebes, dél-keleten Kisterebes és Sárköz, délen Gombástanya, keleten pedig Batiz község határolja.

## Története
A 7. században a Tisza-alföldre szlávok települtek. Egri határát és környékét égererdők borították. Századokkal később, II. Géza (1141-1162) idejében is telepedtek le szlávok az  addig csaknem lakatlan tájakon. Ilyen lehetett Egri környéke is. Termővé  tették a földeket és falvakat teremtettek. A szlávok jelenlétére utalnak a Piskáros, Szomoga és Dobréhát helynevek. 
„A magyarság e  vármegyét a honfoglaláskor nem szállta meg. Akkoriban ez a terület az  országos gyepű előtt maradt és települések mindaddig nem alakultak ki rajta,  míg nem kezdték el betelepíteni a magyarság által a XII. és XIII. századok  fordulóján.” (Fábián Sándor 1939, 78.)
A tatárjárás következtében részben megfogyatkozott településeket találhatunk e vidéken. De a Káta, Hontpázmány és Gutkeled nemzetségek a településeket megújították s néhány évtized alatt még számos új településnek is megvetették az alapját.
A 13. században e  vidéken (a Tisza déli vidékén és a Számosháton) ún. kisnemesi falvak jelentek meg, éppen a lakatlan székek foglalására törekvő kirajzásoknak  köszönhetően. Számos szabad kisbirtokos elem sodródott e vidékre. Kezdetben csupán egy családi udvarházról beszélhetünk, majd fokozatosan  elterebélyesedtek és megteltek. A Mikola (Nikola) család létrehozta Mikolát, majd egyik águk Egrit, felváltva az eredeti birtokost, Túrterebest pedig a Perényi család fejleszti mezővárossá a középkorban.
Egri esetében  hat-nyolc emberöltő elteltével a kisnemesi családok száma megnövekedett. Vérségi osztódással egyre keskenyebb szeletekre szakadt a település és vele  együtt az ősi örökség.
A 12. századtól Egri a szatmári várhoz tartozhatott. „Zothmart a várával együtt Árpád  magyarjai már itt találták. Gizella királyné (Szent István hitvese) németeket  telepített ide, innen a Németi neve. A városkát a telepesek építették.” (Muhi  Sándor 2003, 100.) 
Az első írott dokumentum Egrire vonatkozóan 1216-ból való: II. András adománylevele Merc (Merle?) grófnak, amelynek egy részletét idézzük is, hogy említésre kerüljenek az Egrivel szomszédos települések is.
„Az első határjel kezdődik kelet felől a Túr folyónál Raphael malma mellett ...Onnan elindulván északnak a régi híd mellett érkezik a németek határáig, ahonnan megy Égeri/Egri mellett. onnan elindulván ...tövisek között van a széle a fent említett Raphael komisz földjével és onnan Egri marad Nikola (Nichola) birtoka, ahonnan irányul nyugat felé ...egyenesen az út mentén, amely Berche (Bere?) felé megy Terebes irányába ...érkezik a Túr vizéhez, ahol készült egy határdomb.” (Szirmai Szirmay Antal, 1810) A fenti dokumentum szerint tehát 1216-ban Egri mint településnév szerepel. A Szirmay-dokumentum (latinból fordított adománylevél) szerint valószínűleg egy Pothena nevű volt a település első birtokosa. Gellért Sándor szerint az előbb említett Pothenának a földiéből szerzett birtokot a mikolai Mikola család. A későbbiekben bekövetkezett családi viszály miatt a Pothena birtokára áttelepült és az Egri nevet felvett mikolaiak lettek a falu megalapítói. Természetesen felvették az Egry nevet. Mindez már a 13. század végén, a 14. század elején történt. Maksai (1940) szerint is „ez a falu lett az Egry család ősi, névadó birtoka. Nevét már a 14. században is úgy írták, mint ma." 
A következő századokban sok viszály volt (1366: elzálogosítás, 1374, 1423: a határ megjáratása) az Egryek és a szomszédos települések birtokosai között. Az Egry család nem sokáig bírt a nagybirtok fenntartásával, mert 1550-ben új név (1550-ben Perényi Jó Demeter özvegye is részt kap itt.) új család jelenik meg Egri történelmében, miután az Egryek kezdték eladogatni birtokaikat.
A mohácsi vészt követően a rohamosan előretörő török hódítások határvidékké alakították Szatmár vármegyét. A 16. század közepétől – János Zsigmond és Báthoriak idején – a történelmi Szatmár vármegye katonai, politikai jelentősége, földrajzi helyzete folytán hatalmi harcok célpontjává vált és többször is gazdát cserélt. Új család jelenik meg a településen: Szirmay György és Szirmay Ferenc, majd 1614-től Salgay Bálint lánya, Katalin, Perényi Gábor felesége. A krónikás Szirmay Antal is rokon az előbb említett Szirmayakkal.
Az alábbi nemes és kisnemes családok osztoztak a településhez tartozó birtokokon: Egry, Szirmay, Szerdahelyi, Uray, Korda, Császy, Szilágyi, Csűry, Szigeti, Udvarhelyi, Sepsy, Magoss, Kádár és Kallós. 
1822-ben itt tartották azt a nevezetes gyűlést, amely a Szatmár vármegyei egyházmegyék területét rendezte.
Az 1800-as évekig a falunak tiszta magyar lakossága volt, a földesurak ekkor kezdtek ide tót és román lakosokat telepíteni.
Régi helynevei közül az 1800-as évek elején  jegyezték fel az alábbi figyelmet érdemlő nevű dűlőket:Ördöngős, Akasztófa sorja.
A 20. század elején Borovszky az alábbiakat írta a településről:
"Nagyközség a szatmári járásban. Házai száma 181, lakosaié 1145, közöttük 97 római katholikus, 799 református, 202 görögkatolikus, 47 izr.,. Határa 2292 k.hold.

## Népesség
Szabó Elek polgármester szolgáltatta az alábbi népszámlálási (2011) adatokat. Anyanyelv szerinti megoszlás: Magyar: Egriben 998 fő (78,9%), Újegriben 9 fő (0,7%), Gombáspusztán 259 fő (20,4%). Összesen: 1266 fő, az összlakosság 63,9%-a. Román: Egriben 78 fő (14,0%), Újegriben 238 fő (42,7%), Gombáspusztán 241 fő (13,2%). Összesen: 557 fő, az összlakosság 28,1%-a. Ukrán: Egriben 10 fő, Újegriben 83 fő, Gombáspusztán 60 fő. Összesen: 153 fő, az összlakosság 7,73%-a. Német: Egriben 1 fő. Holland: Gombáspusztán 1 fő. Más: Egriben 1 fő. Összesen: 1979 fő.
A legnagyobb szóródás a vallási felekezetek különbözőségében tapasztalható: református: Egriben 731, Gombáspusztán ,39, Újegriben nincs. Összesen: 770 fő (38,9%). Ortodox: Egriben 36, Újegriben 131, Gombáspusztán 149. Összesen: 316 fő (15,9%). Római katolikus: Egriben 162, Újegriben 2, Gombáspúsztán 210. Összesen: 374 fő (18,8%). Görögkatolikus: Egriben 108, Újegriben 2, Gombáspusztán 61. Összesen: 170 fő (8,6%). Pünkösdista: Egriben 25, Újegriben 183, Gombáspusztán 72. összesen: 280 fő (14,1%). Adventista: Egriben 0, Újegriben 5, Gombáspusztán 15. Összesen: 20 fő (1,01%). Jehova tanúi: Egriben 12, Újegriben 2, Gombáspusztán 9. Összesen: 23 fő (1,16%), Baptista: Egriben 1, Újegriben 6. Összesen: 7 fő (0,35%). Más felekezet: 12 fő (0,60%). Nem nyilatkozott 7 személy (0,35%).

## Egyházi élet
A középkorban az egész vidék felügyeletét Erdély püspöke nevében a Meszesen  túli vikárius látta el. „Megyénkben csak egyetlen kivétel, a  Szatmárnémetitől északkeletre elterülő erdővidék faluinak szigetszerü  különállása töri meg az erdélyi egyházmegye egységét.” (Maksai Ferenc,  Bp., 1940)
Egrit és a környék  plébániáit az egri (Eger) püspökségbe sorolják (a pápai tizedjegyzék  szerint). Egy faluban általában két-három birtokos volt. Általában 8-10  lakott jobbágytelek, 6- 8 üres és pár letelepedésre alkalmas hely volt. Ebből  kiszámítható egy-egy falu családfőinek száma: 30-60 családfő. Egriben a  jobbágylakók népessége a középkorban is túlnyomórészt magyar. A középkor vége  felé már a birtokviszonyok nem változtak lényegesen. A 16. századi  magyar reformáció Szatmár vármegyében hamar tért hódított. Ebben nagy  szerepük volt a térség nagy reformátorainak: Drágfi Gáspár, Dévai Bíró  Mátyás, Batizi András, Deretskei Demeter, Kopássi István és Bódi Sebestyén.
Egriben már a  reformáció hajnalán híres pap hirdeti az igét. 1569-ben Kereki János a  prédikátor, aki egyike volt ama kilenc tudományosan képzett papnak, akik  Váradon, a Zsigmond király jelenlétében rendezett hitvitában a Szatmári  Tractust képviselték Blandrata és Dávid Ferenc ellenében.
Már 1660-tól és az  azutáni időszakról több rendbeli feljegyzés bizonyítja az egyházi élet  mozgalmait, építkezéseit, kiváló családok jótékonyságát.
Az 1835-ig tiszta  református településre a földesurak tótokat telepítenek megüresedett  telkeikre.
A református templomról
Nincsenek adatok a református templom építésének konkrét idejéről. A templom szakszerű  leírását dr. Henszlmann Imre szolgáltatta: ,,A  hajó elvesztette támjait, kivéve ama kettőt, amely diagonál irányban  nyugati két sarkán áll. ” (Dr. Henszlmann Imre, Archaeologiai Közlemények. IV. 144.) A keleti irányban levő támoszlopok későbbi keletűek, de keletkezési idejüket nem ismerjük. A templom folyami kőből épült. A boltívet, valamint a kupolarészt ívelt vörös-rózsaszín mintázatú  terméskőből faragták ki, valamint az ajtó félrészt, amely az 1981-ben történt renoválás óta látható.  

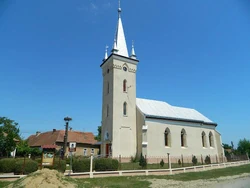
Egri református temploma

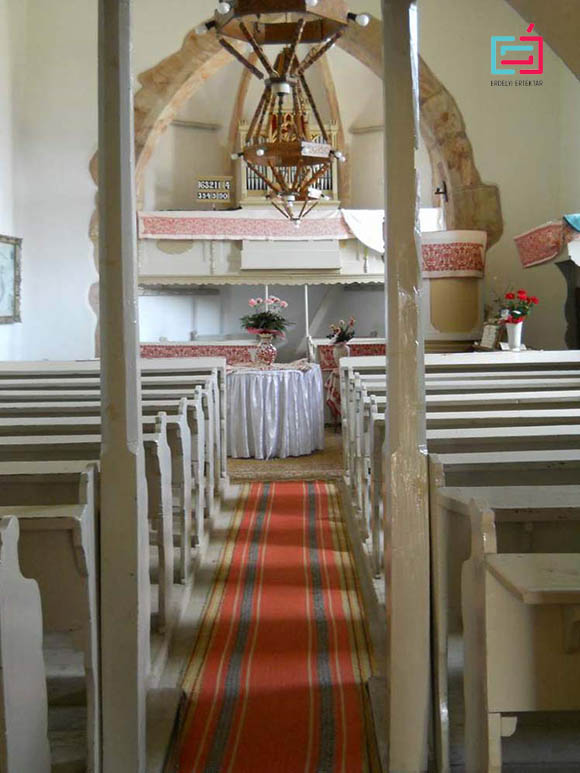
A református templom belseje

Szakértők szerint Közép-Szolnok vidékéről, a Szamos mellékéről származhatnak a templom falait képező kövek, amelyeket valószínűleg tutajon szállítottak le valamely közeli, Szamos menti faluig. Jelenleg az ajtó félrészt befalazták, ezáltal nem látható a terméskő.
A templom szentélye a nyolcszög három oldalával záródik, kívülről támpillérek segítik szép bordás boltozatát hordozni. Déli oldalán két gótikus ablak világítja meg, és csúcsíves diadalív választja el a síkmennyezetes hajótól. Ez utóbbi nem igen volt boltozva, kívülről is csak a nyugati sarkaihoz csatlakoznak támpillérek. A hajó ablakai a szentélyével egyező formájúak és valószínűleg azonos korúak. Az ablakok ívében töredékesen fenn maradtak az eredeti, nem csúcsíves formát követő mérművek. A hajó nyugati homlokzata elé 1955-ben épült fel a neogótikus torony – fölváltva a korábbi fa haranglábat –, négy fiatornyos sisakjával idézi a környék régi fatornyainak formavilágát, szép arányaival jól illeszkedik a középkori templomhoz. Alapkő letétele 1955.július 31-én volt, amikor is az ünnepi igehirdetés szolgálatát Nagytiszteletű Dr. Fábián György Szatmárnémeti esperes úr végezte. A kivitelező-vállalkozó Sőrés Lajos Szatmárnémeti építész volt. Az építkezés költségeit a gyülekezet állta mintegy 90%-ban. A többi költséget a környező gyülekezetek és a Makay György lelkész vendégszolgálataival gyűjtött perselypénzekből jött össze. Az építkezés Fazekas Imre gondnok és Papp Antal kolhozelnök-presbiter hathatós segítségével valósult meg. A torony megáldási szolgálatát Főtiszteletű Arday Aladár nagyváradi püspök végezte. Az azóta eltelt időben több alkalommal renoválták. Makay György lelkész közvetlen elődje idős Visky Ferenc volt, akinek állása halála után vált megüresedetté. A gyülekezet ifj. Visky Ferencet kérte fel utódnak, de nem kívánt az apja utódja lenni (ennek okát a korabeli jegyzőkönyvekben lehet megtalálni). A három pályázó Kádár Ferenc, Magoss Árpád – kik szintén kötődtek a településhez őseik révén – visszaléptek a választás előtt, így Makay Györgyöt választották meg, aki 32 éven keresztül volt hűséges pásztora a gyülekezetnek. A torony építésén túl még új lelkész-lakást is építettek az ő idejében. A templom orgonája 2014-15-ben Székelyudvarhelyen készült.  A emplomnak két harangja van, a kisebboj 1924-ből, a nagyobbik 2002-ből való.
A templom alakja azt  bizonyítja, hogy a római katolikusoké volt, de a lakosok egyakaratú reformálódásával, 1545–1560 között reformátussá vált, és maradt napjainkig.
Más felekezetek temploma
Egriben a görögkatolikus templom 1973-ban, a római katolikus pedig  1996-ban épült.

## Nevezetességek
- Református templom – A 15. században épült. 1834-ben felújították. E nevezetes Isten-háza 1955-ben toronnyal bővült.

- Római Katolikus temploma.

- Görög-katolikus temploma.

- Csűry Bálint mellszobra.

## Ismert emberek
- A település szülötte Csűry Bálint (1886–1941) nyelvész, nyelvjáráskutató, az MTA tagja.
- Itt született Visky Ferenc (1918–2015) református lelkész, teológiai és evangéliumi író.
- Itt született Papp Antal, tsz-elnök, akit meghurcoltak hitéért. Róla emlékezik Viski Ferenc az Anti című kötetében.[2]